# Иполиту, Даниэли
Даниэли Матиас Иполиту (порт.-браз. Daniele Matias Hypólito, род. 8 сентября 1984, Санту-Андре, штат Сан-Паулу, Бразилия) — бразильская гимнастка, призёр чемпионата мира и Панамериканских игр. Первая в истории представительница Бразилии, завоевавшая медаль на чемпионате мира по гимнастике; старшая сестра первого бразильского чемпиона мира по гимнастике Диегу Иполиту.
Родилась в 1984 году в Санту-Андре, тренировалась в Рио-де-Жанейро. В 1998 году стала чемпионкой в многоборье на Юношеских Панамериканских играх. В 1999 году выиграла Кубок Канберры и завоевала бронзовую медаль Панамериканских игр. В 2000 году приняла участие в Олимпийских играх в Сиднее, где стала 20-й в многоборье. В 2001 году стала серебряной призёркой чемпионата мира. В 2003 году завоевала две серебряные и две бронзовые медали Панамериканских игр. В 2004 году приняла участие в Олимпийских играх в Афинах, где стала 12-й в многоборье. В 2006 году завоевала серебряную медаль в финале Кубка мира. В 2007 году стала обладательницей серебряной и бронзовой медалей Панамериканских игр. В 2008 году приняла участие в Олимпийских играх в Пекине, где стала 8-й в многоборье. В 2011 году завоевала две бронзовые медали Панамериканских игр. В 2012 году приняла участие в Олимпийских играх в Лондоне, где стала 37-й в многоборье.
Иполиту — одна из двух гимнасток в истории, которые выступали не менее чем на пяти Олимпийских играх. Вторая — Оксана Чусовитина, которая принимала участие в 7 Играх.